# خودتنظیمی جریان خون مغز
خود تنظیمی جریان خون مغز فرایندی در پستانداران است که هدف آن حفظ جریان خون کافی و پایدار مغزی است. در حالی که اکثر سیستم‌های بدن مقداری از خودتنظیمی را نشان می‌دهند، مغز نسبت به افزایش و کاهش فشار خون بسیار حساس است. خودتنظیمی مغزی نقش مهمی در حفظ جریان خون مناسب مغز دارد. پرفیوژن مغز برای زندگی ضروری است زیرا مغز نیاز متابولیکی بالایی دارد. بدن با استفاده از خودتنظیمی مغزی قادر است خون کافی حاوی اکسیژن و مواد مغذی را برای این نیاز متابولیکی به بافت مغز منتقل کند و CO2 و سایر مواد زاید را از بین ببرد.
خود تنظیمی مغزی به مکانیسم‌های فیزیولوژیکی گفته می‌شود که در هنگام تغییر فشار خون، جریان خون را در یک سطح مناسب حفظ می‌کنند. اما با توجه به تأثیرات مهم سطح دی‌اکسید کربن شریانی، میزان متابولیک مغزی، فعال شدن عصبی، فعالیت سیستم عصبی سمپاتیک، وضعیت بدن و همچنین سایر متغیرهای فیزیولوژیکی، خود تنظیمی مغزی غالباً شامل محدوده وسیع تر تنظیم جریان خون مغزی است. این زمینه شامل مناطقی از قبیل واکنش CO2، اتصال عصبی عروقی و سایر جنبه‌های همودینامیک مغزی است.
این تنظیم جریان خون مغزی در درجه اول توسط شریان‌های کوچک انجام می‌شود، که تحت تأثیر چندین سیستم کنترل فیزیولوژیکی پیچیده، گشاد شده یا منقبض می‌شوند. اختلال در این سیستم‌ها ممکن است رخ دهد؛ مثلاً در اثر سکته مغزی، تروما یا بیهوشی، نارس بودن نوزادان و…. اندازه‌گیری غیر تهاجمی سیگنال‌های فیزیولوژیکی مربوطه مانند جریان خون مغزی، فشار داخل جمجمه، فشار خون، میزان CO2، مصرف اکسیژن مغزی و غیره چالش‌برانگیز است. در مورد فیزیولوژی کنترل جریان خون و بهترین مداخلات بالینی برای بهینه‌سازی نتیجه بیمار هنوز ناشناخته است.

## مکانیسم‌های فیزیولوژیکی
سه مکانیسم اصلی در فرایند اتوروگرافی مغزی نقش دارند: مایوژنیک، نوروژنیک، متابولیک.
البته مواد اندوتلیال نقش کمی در این فرایند دارند.

### تنظیم متابولیک
تنظیم متابولیک با تفاوت بین متابولیسم مغزی (تقاضا) و تحویل اکسیژن از طریق جریان خون مغزی (عرضه) هدایت می‌شود و با استفاده از یک ماده وازوکتیو عمل می‌کند. در اصل، این یک سیستم کنترل بازخورد منفی است که به دنبال تعادل جریان خون مغزی نسبت به تقاضای آن است.

### تنظیم مایوژنیک
واکنش عضله صاف عروق نسبت به تغییر فشار خون محیطی و سپس تنظیم آن.

### تنظیم نورژنیک
محرک‌های عضلات صاف عروقی توسط اعصاب سمپاتیک کنترل مشوند و پیام‌های تغییر فشار خون را به قسمت خودمختار ساقه مغز می‌فرستند.

### اندوتلیال
علاوه بر این، فاکتورهای اندوتلیال، مانند اکسید نیتریک نیز ممکن است در این فرایند نقش داشته باشد.

## ارزیابی خودتنظیمی جریان خون مغز
برای ارزیابی خودتنظیمی مغزی، حداقل باید به‌طور مداوم فشار خون شریانی و جریان خون مغزی را اندازه‌گیری کنیم. از آنجا که مقادیر CO2 تأثیر زیادی بر خود تنظیمی می‌گزارد، بنابراین توصیه می‌شود که به‌طور مداوم CO2 نیز اندازه‌گیری شود.

### اندازه‌گیری فشار خون شریانی
فشار خون شریانی می‌تواند با استفاده از یک کاتتر شریانی به صورت تهاجمی اندازه‌گیری شود. با این حال، فشار شریانی غیر تهاجمی انگشت نیز می‌تواند با استفاده از تکنیک گیره صدا اندازه‌گیری شود. این روش با استفاده از ترکیبی از یک کاف انگشت و
تغییرحجم‌سنجی نوری مادون قرمز است.

### اندازه‌گیری جریان خون مغزی
جریان خون مغزی را می‌توان به روش‌های مختلفی سنجید که سه وسیله غیر تهاجمی در حال حاضر بسیار مورد استفاده قرار می‌گیرند. سونوگرافی داپلر، تصویربرداری با رزونانس مغناطیسی یا (MRI) و طیف‌سنجی مادون قرمز .

### کمیت خودتنظیمی مغزی
کمیت خودتنظیمی مغزی همیشه شامل تغییراتی است که در جریان خون مغزی نسبت به تغییرات فشار خون مشاهده می‌شود. این تغییر فشار خون می‌تواند برانگیخته یا خودبخود باشد. تغییرات فشار خون برانگیخته می‌تواند نتیجه این موارد باشد:
- کافهای ساق پا که باعث کاهش فشار خون می‌شوند.
- تنفس با سرعت ثابت
- انجام مانور والسالوا
- انجام ورزش‌هایی مثل: اسکات یا نشستن و بلند شدن
- فشار منفی پایین بدن
- روشهای دارویی برای افزایش یا کاهش فشار خون

کمی سازی بستگی به راه اندازی آزمایشی دارد و می‌تواند شامل روش‌هایی مانند رگرسیون، همبستگی متقابل، تجزیه و تحلیل عملکرد انتقال یا متناسب با مدل‌های ریاضی باشد.
اندازه‌گیری و درک خودتنظیمی مغزی یک چالش بزرگ است. علی‌رغم علاقه بالینی زیاد و تلاش زیاد محققین، بهره‌مندی برای بیماران تاکنون محدود بوده‌است.